# Эстрада, Диего (футболист)
Диего Алонсо Эстрада Вальверде (исп. Diego Alonso Estrada Valverde; род. 25 мая 1989, Алахуэла, Коста-Рика) — коста-риканский футболист, полузащитник коста-риканского клуба «Мунисипаль Гресия» и сборной Коста-Рики.

## Клубная карьера
Диего Эстрада начинал свою карьеру футболиста в коста-риканском клубе «Алахуэленсе». 2011 год он провёл за вторую команду испанской «Реал Сарагосы», а 2012 год — за гватемальский «Комуникасьонес». С начала 2013 года Эстрада представлял коста-риканскую команду «Депортиво Саприсса».
3 января 2016 года стало известно о переходе Диего Эстрады в перуанский «Мельгар», а 7 июня того же года было объявлено о его возвращении в гватемальский «Комуникасьонес». С начала 2018 года он представляет коста-риканский «Эредиано».

## Карьера в сборной
26 января 2010 года Диего Эстрада дебютировал в составе сборной Коста-Рики в гостевом товарищеском матче против команды Аргентины, выйдя на замену во втором тайме.

## Достижения
«Комуникасьонес»
- Чемпион Гватемалы (1): Ап. 2012

 «Депортиво Саприсса»
- Чемпион Коста-Рики (3): Лет. 2014, Зим. 2014, Зим. 2015
- Обладатель Кубка Коста-Рики (1): 2013